# Давлекановський район
Давлека́новський район (рос. Давлекановский район, башк. Дәүләкән районы) — адміністративна одиниця Республіки Башкортостан Російської Федерації.
Адміністративний центр — місто Давлеканово.

## Населення
Населення району становить 39450 осіб (2019, 42465 у 2010, 42138 у 2002).

## Адміністративно-територіальний поділ
На території району 1 міське поселення та 16 сільських поселень, які називаються сільськими радами:
| Поселення                       | Площа, км² | Населення, осіб (2002) | Населення, осіб (2010) | Населення, осіб (2019) | Центр        | Населені пункти |
| ------------------------------- | ---------- | ---------------------- | ---------------------- | ---------------------- | ------------ | --------------- |
| Давлекановське міське поселення | 40,97      | 23860                  | 24073                  | 23499                  | Давлеканово  | 1               |
| Алгинська сільська рада         | 183,77     | 1680                   | 1705                   | 1515                   | Алга         | 9               |
| Бік-Кармалинська сільська рада  | 136,18     | 1078                   | 1094                   | 941                    | Бік-Кармали  | 8               |
| Івановська сільська рада        | 110,39     | 750                    | 749                    | 625                    | Івановка     | 1               |
| Імай-Кармалинська сільська рада | 175,01     | 1584                   | 1505                   | 1246                   | Імай-Кармали | 10              |
| Кадиргуловська сільська рада    | 126,18     | 1489                   | 1330                   | 1096                   | Кадиргулово  | 7               |
| Казангуловська сільська рада    | 125,93     | 1212                   | 1283                   | 1088                   | Казангулово  | 5               |
| Кідрячевська сільська рада      | 101,59     | 1181                   | 1240                   | 1023                   | Кідрячево    | 3               |
| Курманкеєвська сільська рада    | 61,92      | 754                    | 827                    | 733                    | Дюртюлі      | 3               |
| Мікяшевська сільська рада       | 101,37     | 878                    | 1040                   | 868                    | Мікяшево     | 4               |
| Поляковська сільська рада       | 158,27     | 2019                   | 1943                   | 1774                   | Поляковка    | 13              |
| Раєвська сільська рада          | 75,63      | 682                    | 648                    | 554                    | Раєво        | 4               |
| Розсвітівська сільська рада     | 153,95     | 1397                   | 1454                   | 1312                   | Розсвіт      | 6               |
| Сергіопольська сільська рада    | 84,83      | 999                    | 980                    | 908                    | Сергіополь   | 6               |
| Соколовська сільська рада       | 69,52      | 610                    | 699                    | 594                    | Соколовка    | 4               |
| Чуюнчинська сільська рада       | 118,94     | 1152                   | 1173                   | 1080                   | Чуюнчі       | 4               |
| Шестаєвська сільська рада       | 82,86      | 813                    | 722                    | 594                    | Шестаєво     | 4               |

## Найбільші населені пункти
| №  | Населений пункт   | Населення, осіб (2002) | Населення, осіб (2010) |
| -- | ----------------- | ---------------------- | ---------------------- |
| 1  | Давлеканово       | 23 860                 | 24 073                 |
| 2  | Вперед            | 985                    | 957                    |
| 3  | Мікяшево          | 634                    | 782                    |
| 4  | Івановка          | 750                    | 749                    |
| 5  | Курятмасово       | 607                    | 634                    |
| 6  | Чуюнчі-Ніколаєвка | 506                    | 558                    |
| 7  | Соколовка         | 463                    | 514                    |
| 8  | Кідрячево         | 449                    | 487                    |
| 9  | Камчалитамак      | 522                    | 475                    |
| 10 | Чуюнчі            | 473                    | 475                    |